# Patagobia thursbyi
Patagobia thursbyi là một loài bướm đêm thuộc phân họ Arctiinae, họ Erebidae.

## Hình ảnh

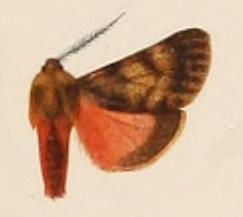
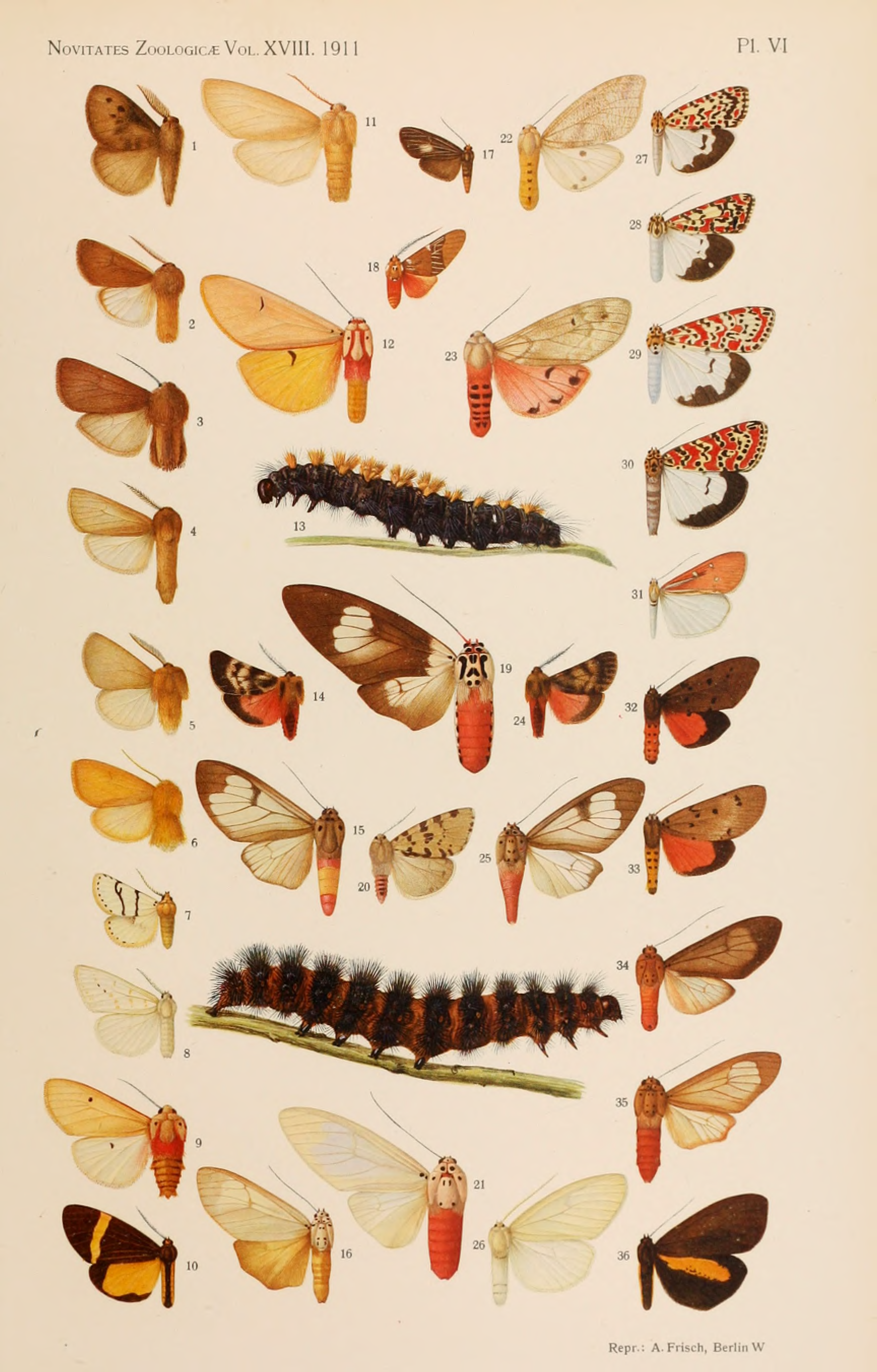
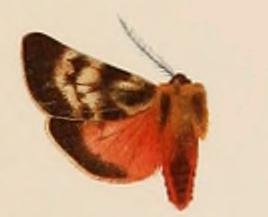